# Colcarteria
Colcarteria là một chi nhện trong họ Desidae.